# Bram Van den Dries
Bram Van den Dries (Herselt, 14 agosto 1989) è un pallavolista belga, opposto del PAOK.

## Carriera

### Club
La carriera di Bram Van den Dries comincia nel 2005 nel Mendo dove resta per due stagioni. Nella stagione 2007-08 passa al Topvolley Antwerpen, giocando per altre due annate.
Nella stagione 2009-10 si trasferisce all'estero per giocare nella Serie A1 italiana, ingaggiato dalla Top Volley Latina, mentre la stagione seguente passa all'Umbria di San Giustino; nell'annata 2011-12 scende in Serie A2 vestendo la maglia del Segrate tornando tuttavia in massima divisione già nell'annata successiva, ingaggiato dall'Altotevere.
Nella stagione 2013-14 passa al Beauvais, nella Ligue A francese, mentre in quella seguente è invece impegnato col Maliye Milli Piyango nella Voleybol 1. Ligi turca; dopo aver giocato in Polonia nel campionato 2015-16 con l'AZS Olsztyn, ritorna in Francia in quello successivo, questa volta con lo Spacer's Toulouse.
Per il campionato 2017-18 si accasa all'OK Rush & Cash, nella V-League sudcoreana: tuttavia poco dopo torna nuovamente al club di Tolosa per concludere la stagione.
Resta nel massimo campionato transalpino anche nell'annata seguente, passando però al Rennes.
Accordatosi con i polacchi del ONICO Warszawa} per la stagione 2019-20, prima dell'inizio del campionato, anche a causa delle difficoltà economiche della società, lascia Varsavia per tornare nel massimo campionato coreano dove sostituisce l'infortunato Michael Sánchez ai KB Stars
; complice un infortunio e un rendimento al di sotto delle aspettative, alla fine del mese di dicembre viene liberato dal club trasferendosi nel mese successivo nella Volley League greca per terminare la stagione con il PAOK, che tuttavia si conclude anticipatamente a causa della pandemia di COVID-19; dopo una seconda annata nel club bianconero, per il campionato 2021-22 resta in Grecia accettando la proposta del Panathīnaïkos dove conquista lo scudetto e la Coppa di Lega, per poi far ritorno al club di Salonicco per la Volley League 2022-23.

### Nazionale
Nel 2006 fa il suo esordio nella nazionale belga, mentre nel 2007, con la nazionale Under-19, vince la medaglia di bronzo al campionato europeo di categoria
Nel 2013 con la nazionale vince la medaglia d'oro all'European League 2013, venendo premiato anche come MVP.

## Palmarès

### Club
- Campionato greco: 1

2021-22
- Coppa di Lega: 1

2021-22

### Nazionale (competizioni minori)
- Campionato europeo under 19 2007
- European League 2013

### Premi individuali
- 2007 - Campionato europeo under 19: Miglior realizzatore
- 2013 - European League: MVP
- 2017 - Ligue A: Miglior opposto